# Diaphania indica
Diaphania indica is een vlinder uit de familie van de grasmotten (Crambidae), uit de onderfamilie van de Spilomelinae. De wetenschappelijke naam van deze soort is voor het eerst voorgesteld als Eudioptes indica door William Wilson Saunders in een publicatie uit 1851.
De spanwijdte van deze soort varieert van 24 tot 30 millimeter.

## Verspreiding
De soort komt voor in Afrika ten zuiden van de Sahara, zuidelijk Azië, de Verenigde Staten, Midden- en Zuid-Amerika, Frans-Polynesië, Fiji, Australië en een groot aantal eilanden in de Indische Oceaan. Waarnemingen van deze soort in Europa zijn óf onzeker of het gaat om dieren die daar op niet-natuurlijke wijze zijn terecht gekomen.

## Biologie
Op Sri Lanka is vastgesteld dat het vrouwtje twee dagen na te zijn bevrucht gemiddeld 267 eitjes over een periode van zes dagen afzet. De eitjes zijn geel gekleurd en ongeveer 0,5 mm groot. Na een dag of vier komen de eitjes uit en na ongeveer negen dagen verpoppen de rupsen. Na gemiddeld acht dagen komt de vlinder uit de pop. De vlinder leeft maximaal negen dagen. 
Op Réunion is vastgesteld dat de rups wordt geparasiteerd door de sluipwesp Trathala flavoorbitalis. Op Sri Lanka parasiteren de sluipwespen Apanteles taragamae en Elasmus indicus op de rupsen van Diaphania indica.

## Waardplanten
De rups van Diaphania indica leeft voornamelijk op komkommerachtigen (Cucurbitaceae).
- Amaranthaceae: Achyranthes aspera.
- Cucurbitaceae: Benincasa hispida, Ceratosanthes palmata, Citrullus lanatus, Coccinia grandis, Cucumis melo, Cucumis sativus, Cucurbita sp., Cucurbita pepo, Lagenaria siceraria, Luffa sp., Luffa acutangula, Luffa aegyptiaca, Luffa cylindrica, Momordica charantia, Sicyos angulatus, Trichosanthes anguina, Trichosanthes cucumerina, Trichosanthes dioica, Trichosanthes tricuspidata.
- Fabaceae: Erythrina corallodendron.
- Malvaceae: Gossypium herbaceum.